# Kese György
Kese György (Nagymajtény, 1906. november 6. – Kolozsvár, 1977. november 27.) orvos, nőgyógyász, orvosi szakíró.

## Életútja
A Szatmári Református Főgimnáziumban érettségizett (1925), oklevelét a kolozsvári egyetemen szerezte (1931). A kolozsvári Nőgyógyászati Klinikán – s közben a Szülészeti Klinikán (1940–1944) – teljesített szolgálatot a gyakornoki munkától a főorvosi munkakörig. Az orvostudományok doktora (1946), címét Májgyulladás és terhesség című dolgozatával nyerte el.
Szakcikkeit közölte a Viața Medicală, Clinica et Laboratorium s számos külföldi folyóirat (Orvosi Újság, Gyógyászat, Archiv für Gynecologie, Orvostudományi Közlemények, Magyar Nőorvosok Lapja, Ars Medici, Wiener Medizinische Wochenschrift, Geburtshilfe und Frauenheilkunde, Zentralblatt für Gynecologie). Közleményeiben a nőgyógyászat és szülészet elméleti és gyakorlati kérdéseivel foglalkozott, kísérleteiről számolt be, melyekben a nemi hormonok szerepének tisztázására törekedett élettani és kóros körülmények közt, valamint a méh és petefészek kölcsönhatását tanulmányozta.

## Munkái
- Valoarea diagnostică a reacției Prunell în sifiligrafie (Kolozsvár, 1932)
- Kísérletes vizsgálatok férfi sexuálhormonnal testoviron ivarérett, kasztrált és infantilis nőstény egereken (Páli Kálmánnal, Acta Medica 2. Kolozsvár, 1941)
- Hepatita epidemică și sarcina (gépirat, Marosvásárhely, 1964)